# 蘇菲的世界 (電影)
蘇菲的世界是一部1999年的挪威劇情動作片，由埃里克·古斯塔維森執導，並由西莉亞·史都斯坦飾演主角蘇菲。電影內容改編自喬斯坦·賈德的同名小說。該片是至1999年上映為止預算最高的挪威電影。
該片上映後被譯製成德文版本並以DVD發行。 具英文字幕的DVD則於2005年在英國發行。